# Minami, Okayama
Minami (南区 Minami-ku) là quận thuộc thành phố Okayama, tỉnh Okayama, Nhật Bản. Tính đến ngày 1 tháng 10 năm 2020, dân số ước tính của quận là 167.828 người và mật độ dân số là 1.300 người/km2. Tổng diện tích của quận là 127,5 km2.